# Andrea García Bravo
Andrea García Bravo (Madrid, 1 de juny de 1982) és una biogeoquímica, que treballa principalment en l'estudi del mercuri i les seves formes. En l'actualitat és l'autora de nombroses publicacions en les revistes: ISME, Nature Communications, ES&T o Water Research.
Està especialitzada en desenvolupar treballs de recerca en biogeoquímica, microbiologia i química analítica. La seva recerca se centra en la comprensió dels cicles biogeoquímics d'un contaminants, el mercuri, que té un potent efecte neurotòxic que provoca greus impactes en la salut pública, en particular, per exposició a la forma orgànica de metilmercuri, que es bioacumula en els organismes i és biomagnifica a les xarxes tròfiques.
El 2019 va obtenir el premi Raymond L. Lindeman de l'Associació per a les Ciències de la Limnologia i Oceanografia, al millor article escrit per un jove científic.
És membre de diverses associacions: la Asociación Ibérica de Limnologia.

## Carrera
La seva activitat investigadora va començar a Suïssa, on va obtenir el seu doctorat en Ciències Ambientals (Universitat de Ginebra, 2010). Va revelar l'impacte de les indústries clor-alcalines en la contaminació per mercuri en sistemes aquàtics. Després del seu doctorat va fer un postdoctorat a la Universitat de Ginebra per estudiar l'acumulació del mercuri en algues.
Al 2012 va obtenir un projecte del Swedish Research Council per traslladar-se a Suècia, concretament a la Universitat d'Uppsala (2012-2014), per estudiar el paper de la matèria orgànica en l'especiació química del mercuri. Després d'aquest postdoctorat, va fer 3 anys addicionals a la Universitat d'Uppsala (2014-2016), finançada pel projecte internacional SMaRef. Després va treballar 4 mesos a la Universitat d'Umeå (2017) per continuar amb la seva recerca sobre la interacció entre mercuri i matèria orgànica.
Finalment, després de més de 10 anys a l'estranger, al 2017 va obtenir una beca postdoctoral de la Generalitat de Catalunya (programa Beatriu de Pinós) per traslladar-se a l'Institut de Diagnosi Ambiental i Estudis de l'Aigua de Barcelona (IDAEA-CSIC) i continuar amb la seva recerca sobre el paper de les molècules orgàniques implicades en la formació de metilmercuri en sistemes aquàtics. Un any més tard va obtenir una beca altament competitiva de la Comissió Europea (programa Marie Curie), per desplaçar-se a l'Institut de Ciències del Mar de Barcelona (ICM-CSIC) i poder estudiar la transformació de mercuri a l'oceà i identificar les comunitats microbianes responsables de la formació de metilmercuri a escala global (2018-2020).

## Línia de recerca[calcitació]
La seva recerca se centra en la comprensió dels cicles biogeoquímics del mercuri, que té un potent efecte neurotòxic i que provoca greus impactes en la salut pública, en particular per exposició a la forma orgànica de metilmercuri. Aquest es bioacumula en els organismes i es biomagnifica a les xarxes tròfiques.
Ha centrat la seva carrera a identificar i respondre algunes de les preguntes de recerca en relació amb les transformacions i toxicitat del mercuri. En particular, al llarg de la seva carrera la Dra. Bravo ha:
- Descrit l'efecte de les fonts antropogèniques sobre l'especiació de mercuri.
- Descobert els factors geoquímics que determinen les transformacions de mercuri en ecosistemes aquàtics, en especial la formació de metilmercuri per part de biota microbiana.
- Identificat l'entrada del metilmercuri tòxic a les xarxes tròfiques aquàtiques i quantificat els riscos associats a l'exposició humana.

Ha estudiat un ampli ventall d'ambients, des de sòls, llacs oligotròfics, embassaments eutròfics, rius i estanys i, més recentment, l'oceà global. Ha desenvolupat la seva carrera científica en base a una ferma aposta per construir una àmplia xarxa de col·laboradors internacionals, així com pel desenvolupament curós d'aproximacions metodològiques integradores en biogeoquímica, microbiologia i química analítica. Aquesta visió holística del seu tema de recerca l'ha permès obtenir les respostes necessàries per avançar en la nostra comprensió del cicle del mercuri, que en darrera instància determina l'exposició humana a aquest contaminant.

## Reconeixements[calcitació]
Els resultats obtinguts al llarg de la seva carrera científica l'han portar a impartir conferències en centres i societats: a la reunió Suïssa de Geociències, al Centre d'Estudis Avançats de Blanes CEAB-CSIC d'Espanya, a la Technische Universität Braunschweig d'Alemanya, a l'Institut Català de Recerca de l'Aigua-ICRA a Espanya, a Action Transverse “Pollution and Contaminants” a França, al Canadian Ecotoxicity Workshop (Octobre 2019) i a la prestigiosa Goldsmith Conference (Agost 2019).
A nivell institucional el 2017 va ser convidada pel Ministeri de Medi Ambient de Corea del Sud i pel Ministerio de Economia, industria y Competitividad d'Espanya a impartir cursos tècnics sobre estratègies de mostreig i seguiment d'estudis sobre mercuri en aigües dolces en el context de la Convenció internacional de Minamata.
L'any 2013, mentre realitzava un postdoctorat a Suècia, va rebre un premi de la Fundació per a la Ciència del Rei Carl XVI Gustaf, en Tecnologia i Medi Ambient per la seva investigació sobre la biogeoquímica del mercuri. I l'any 2019 va obtenir el premi Raymond L. Lindeman de l'Associació per a les Ciències de la Limnologia i Oceanografia al millor article escrit per un jove científic.